# Secretaría de Cultura

Logo

Die Secretaría de Cultura (deutsch: Kultursekretariat) ist eine Regierungsbehörde in Mexiko, die für die nationale Kulturpolitik des Landes verantwortlich ist. Sie wurde ursprünglich am 6. Dezember 1988 als dezentraler Teil des Secretaría de Educación Pública (SEP) gegründet und ging aus dem Consejo Nacional para la Cultura y las Artes (CONACULTA) hervor, das bis 2015 für kulturelle Angelegenheiten zuständig war. Am 18. Dezember 2015 wurde die Secretaría de Cultura offiziell als eigenständige Institution auf Kabinettsebene etabliert.

## Aufgaben
Das Kultursekretariat ist für die Förderung, Verbreitung und den Schutz der mexikanischen Kunst und Kultur zuständig. Es setzt sich insbesondere für den Erhalt des kulturellen Erbes des Landes ein und unterstützt Künstler sowie kulturelle Institutionen. Zu den Aufgaben gehört auch die Verwaltung nationaler Museen, Denkmäler und archäologischer Stätten sowie die Förderung der Künste in Bereichen wie Theater, Musik, Film, und Literatur.

## Organisation und Programme
Die Secretaría de Cultura unterhält verschiedene Institutionen und Programme, darunter das Instituto Nacional de Antropología e Historia (INAH), das Instituto Nacional de Bellas Artes y Literatura (INBAL), das Nationale Kunstzentrum (CENART) und den Fernsehsender Canal 22. Diese Institutionen spielen eine zentrale Rolle bei der Verbreitung kultureller Inhalte und der Förderung künstlerischer Bildung.

## Leitung
Der erste Kultursekretär war Rafael Tovar y de Teresa, der das Amt von der Gründung der Secretaría de Cultura 2015 bis zu seinem Tod am 10. Dezember 2016 innehatte. Er war ein bedeutender Förderer der mexikanischen Kultur und hat zahlreiche Programme zur Unterstützung der Künste und der kulturellen Infrastruktur ins Leben gerufen. Seit dem 1. Dezember 2018 wird das Kultursekretariat von Alejandra Frausto Guerrero geleitet.